# Herman Theodor Lundgren
Herman Theodor Lundgren (Norrköping, c. 1835 — Recife, 1907) foi um empresário sueco naturalizado brasileiro, cujos herdeiros, entre os quais o seu homônimo filho primogênito Herman Theodor Lundgren (Júnior), mais de ano e meio após a sua morte em 25 de setembro de 1908, fundaram as lojas Pernambucanas, motivo pelo qual se tornou o seu fundador póstumo. Herman casou-se com a alemã Anna Elizabeth Stolzenwald no Recife em 1877. Era filho de Johann Willhem Lundgren, um pequeno industrial da cidade de Norrköping, na Suécia. Nada se sabe sobre a situação financeira de seu pai quando ele decidiu emigrar.

## Imigração

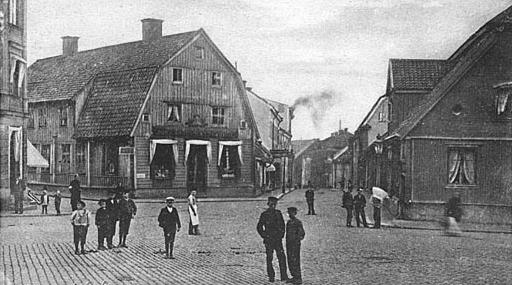
Norrköping, cidade natal de Herman Lundgren (foto de 1902).

Herman deixou a Suécia em 1855, fazendo uma viagem de dois meses por mar até atingir o Rio de Janeiro, com o objetivo de se aventurar e enriquecer nas Américas. Poliglota — falava além do sueco, alemão, inglês e aprendeu rapidamente o português —, decidiu estabelecer-se no Recife, cujo porto era o mais movimentado do Brasil à época. Alguns biógrafos citam os frequentes surtos de febre amarela, que ocorriam então no Rio de Janeiro, como um dos possíveis motivos de sua mudança para o nordeste.

## Primeiros anos
Logo arrumou um trabalho no porto do Recife, como intérprete para estrangeiros que chegavam à cidade. Nesse mister tornou-se tão conhecido que foi nomeado cônsul honorário dos países nórdicos no Recife. Começou a ganhar dinheiro fazendo corretagem de navios. Trabalhando no porto, percebeu que toda a pólvora no Brasil era importada e custava muito caro. Assim decidiu fundar uma fábrica de pólvora no Recife, em 1866, a Pernambuco Powder Factory. Enriqueceu vendendo essa pólvora, que distribuia usando uma frota própria de veleiros. Por causa das suas atribuições consulares, em 1876 Herman Lundgren conheceu Anna Elizabeth Stolzenwald (14 de janeiro de 1847, Barmstedt, Holstein - † 12 de maio de 1934, Recife, Pernambuco), com quem veio a se casar em 1877.

## Casas Pernambucanas
No princípio do século XX, Herman Lundgren comprou da firma Rodrigues Lima & Cia. uma fábrica de tecidos situada em  Paulista, então um distrito de Olinda, a Companhia de Tecidos Paulista, a qual originou a rede de estabelecimentos de venda a retalho, a maior de sempre que já se conheceu no Brasil, as famosas Casas Pernambucanas, inicialmente também denominadas Lojas Paulista, mas após a derrota de São Paulo na Revolução de 1932, passou a prevalecer, por decisão dos herdeiros, a denominação Casas Pernambucanas para todos os estabelecimentos no país. 
Em 1915 a rede das Casas Pernambucanas já tinha estabelecimentos em Porto Alegre, Florianópolis e Teresina. A rede expandiu-se rapidamente por vender a baixos preços artigos têxteis populares, recorrendo com frequência à publicidade para se tornar mais conhecida. Tornaram-se famosas no interior de vários estados do Brasil as pichações que se faziam em pedras, barrancos e porteiras em beiras de estrada, com seus anúncios. Conta-se que de certa feita, num domingo, uma das Pernambucanas pintou seu anúncio na porteira principal de um sítio em Itu (SP). No dia seguinte, quando a loja foi aberta, diante dela estava o dono do sítio, com tinta, pincel e escada na mão, perguntando onde poderia pintar o nome da sua propriedade. Na década de 1970 as Casas Pernambucanas atingiram seu auge, com 800 lojas e 40.000 funcionários. Hoje tem 346 lojas, em oito estados brasileiros.